# Commission d'analyse des États-Unis
La Commission d'analyse des États-Unis est une agence du gouvernement américain, active de 1792 à 1980. Sa fonction était de superviser les analyses annuelles des pièces d'or, d'argent et (dans les dernières années) de métaux non précieux produites par la Monnaie des États-Unis pour s'assurer qu'elles étaient conformes aux spécifications. Bien que certains membres aient été désignés par la loi, la commission, qui était renouvelée chaque année, se composait pour l'essentiel d'éminents Américains, dont des numismates. La nomination à la commission d'analyse était très recherchée, en partie parce que les commissaires recevaient une médaille commémorative. Ces médailles, différentes chaque année, sont extrêmement rares, à l'exception de celle de 1977, qui a été vendue au grand public.
La loi sur la Monnaie de 1792 a autorisé la Commission d'analyse. À partir de 1797, elle se réunit la plupart des années à la Monnaie de Philadelphie. Chaque année, le président des États-Unis nommait des membres non rémunérés qui se réunissaient à Philadelphie pour s'assurer que le poids et la finesse des pièces d'argent et d'or émises l'année précédente étaient conformes aux spécifications. En 1971, la commission s'est réunie, mais pour la première fois elle n'avait pas d'or ou d'argent à tester, avec la fin des pièces en argent. À partir de 1977, le président Jimmy Carter n'a nommé aucun membre du public à la commission, et en 1980, il a signé une loi l'abolissant.

## Histoire

### Fondation et premières années (1792–1873)
En janvier 1791, le secrétaire au Trésor Alexander Hamilton soumet un rapport au Congrès proposant la création d'une monnaie. Hamilton conclut son rapport :

« Le remède aux erreurs de poids et d'alliage des pièces, doit nécessairement faire partie du système d'une monnaie ; et la manière de l'appliquer doit être réglementée. Il est rendu compte ci-après de la pratique en Angleterre, dans ce domaine particulier :  Un certain nombre de pièces sont prélevées de façon aléatoire sur chaque tranche de quinze livres d'or, frappées à la Monnaie, et sont déposées, pour être conservées, dans un coffre-fort, appelé le pyx.  Cette boîte, de temps en temps, est ouverte en présence du Lord Chancelier, des officiers du Trésor, et d'autres personnes, et des exemplaires sont choisis parmi les pièces de chaque monnaie, qui sont fondues ensemble, et la masse analysée par un jury de la Compagnie des orfèvres ...  L'opportunité d'une réglementation similaire semble évidente. »

En réponse au rapport de Hamilton, le Congrès adopte la loi sur la Monnaie de 1792. En plus de fixer les normes pour la nouvelle monnaie nationale, le Congrès prévoit une version américaine du processus britannique du pyx :

« Que de chaque masse distincte d'or ou d'argent standard, qui est transformée en pièces à la dite Monnaie, il soit prélevé, mis à part par le Trésorier et réservé sous sa garde un certain nombre de pièces, pas moins de trois, et qu'une fois par an les pièces ainsi mises à part et réservées, soient analysées sous l'inspection du juge en chef des États-Unis, du secrétaire et du contrôleur du Trésor, du secrétaire du département d'État et du procureur général des États-Unis, (qui sont par la présente tenus de se présenter à cette fin à ladite Monnaie, le dernier lundi de juillet de chaque année). ... et s'il s'avère que l'or et l'argent ainsi analysés ne sont pas inférieurs à leurs normes respectives de plus d'une partie sur cent quarante-quatre, l'agent ou les agents de ladite Monnaie qu'ils peuvent concerner seront tenus pour excusables ; mais si une infériorité plus grande apparaît, elle sera certifiée au Président des Etats-Unis, et ledit agent ou lesdits agents seront réputés disqualifiés pour exercer leurs fonctions respectives. »

En janvier de l'année suivante, le Congrès adopte une loi modifiant la date de réunion des fonctionnaires désignés pour la fixer au deuxième lundi de février. Les réunions n'ont pas lieu immédiatement ; la Monnaie n'est pas encore en train de frapper de l'or ou de l'argent. La frappe de l'argent commence en 1794 et celle de l'or en 1795, et certaines pièces sont mises de côté pour être analysées : le premier document de la Monnaie qui mentionne des pièces d'analyse date de janvier 1796 et indique qu'exactement 80 dollars en argent ont été mis de côté. Les premiers commissaires d'analyse ne se réunissent pas avant le lundi 20 mars 1797, soit un mois plus tard que la date prescrite. Par la suite, des réunions annuelles ont lieu chaque année jusqu'en 1980, sauf en 1817, car aucun or ou argent n'a été frappé depuis la dernière réunion (jusqu'en 1837, la commission examine les pièces depuis le dernier test, plutôt que pour une année civile particulière).

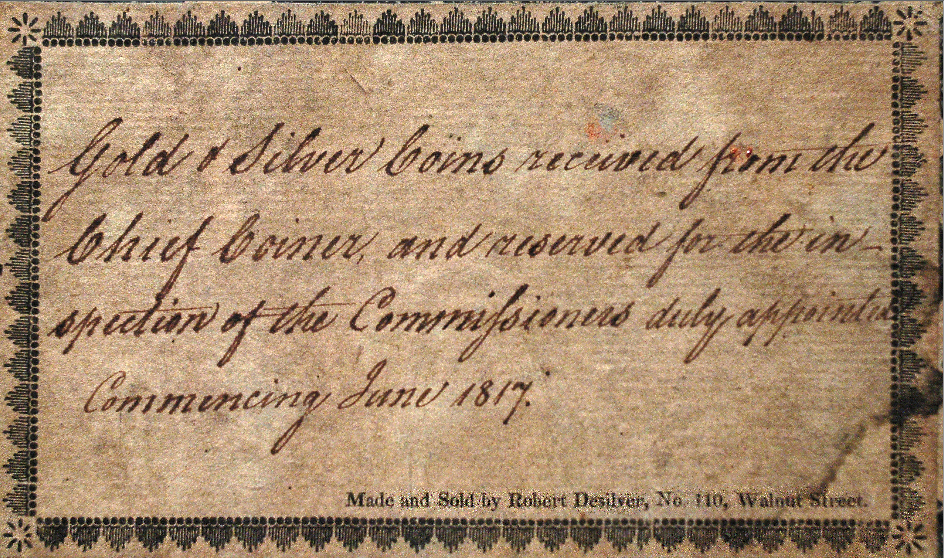
Inscription sur la couverture d'un journal de la Monnaie pour les pièces réservées à la Commission d'analyse

En 1801, la réunion habituelle est retardée, ce qui amène le directeur de la Monnaie, Elias Boudinot, à se plaindre au président John Adams que les déposants de lingots sont impatients de faire l'objet d'un audit afin que la Monnaie puisse libérer les pièces frappées sur leurs lingots. Le numismate Fred Reed suggère que le retard est probablement dû au mauvais temps, rendant difficile pour les fonctionnaires de se rendre de la nouvelle capitale de Washington, D.C., à Philadelphie pour l'analyse,. En réponse, le 3 mars 1801, le Congrès modifie la désignation des fonctionnaires tenus de s'en occuper, désignant « le juge de district de Pennsylvanie, du procureur des États-Unis dans le district de Pennsylvanie et du commissaire aux prêts pour l'État de Pennsylvanie ». La réunion a finalement lieu le 27 avril 1801. Les sessions de 1806 et 1815 sont retardées en raison de l'apparition de maladies à Philadelphie ; celle de 1812 a lieu avec un mois de retard en raison d'une forte tempête de neige qui empêche les commissaires d'atteindre la Monnaie. Aucune réunion n'a lieu en 1817 ; un incendie a endommagé l'Hôtel des Monnaies de Philadelphie en janvier 1816, et aucun or ou argent n'attend la commission. En 1818, le Congrès remplace le collecteur du port de Philadelphie par le commissaire aux prêts de la Pennsylvanie en tant que membre de la commission d'analyse. Avec le Coinage Act of 1834, le Congrès supprime la disqualification automatique des officiers de la Monnaie en cas d'analyse défavorable, laissant la décision au président.
La loi sur la Monnaie de 1837 établit la Commission d'analyse sous la forme qu'elle aurait pendant la majeure partie du reste de son existence. Elle prévoit qu'« une analyse annuelle sera effectué sur les pièces réservées à cet effet [c'est-à-dire mises de côté pour l'essai] à la Monnaie et dans ses succursales, devant le juge du tribunal de district des États-Unis, pour le district oriental de la Pennsylvanie, le procureur des États-Unis, pour le district oriental de la Pennsylvanie, et le collecteur du port de Philadelphie, et toute autre personne que le président désignera de temps à autre à cette fin, qui se réuniront en tant que commissaires, pour l'accomplissement de cette tâche, le deuxième lundi de février, chaque année ». La procédure habituelle pour les membres du public qui doivent être nommés à la commission après le début des nominations publiques est que le directeur de la Monnaie envoie au président une liste de candidats pour son approbation. Selon Jesse P. Watson dans sa monographie sur le Bureau de la Monnaie, l'admission de membres du public à la commission d'analyse signifiait « que la permanence et la haute dignité officielle ne caractérisaient plus la commission ».
En 1861, lorsque la guerre de Sécession éclate, la Caroline du Nord rejoignit les États confédérés. La Monnaie de Charlotte, reprise par la Confédération, finit par fermer ses portes, car les matrices expédiées par la Monnaie de Philadelphie s'usent, et elle ne peut plus en obtenir. Néanmoins, 12 half eagles (pièces d'or de 5 dollars) sont envoyés de Charlotte à Philadelphie, à travers les lignes ennemies, en octobre 1861. Ils sont dûment testés par la Commission de 1862, et s'avèrent corrects.
En 1864, le nickel métallique utilisé dans le cent étant rare, le directeur de la Monnaie, James Pollock, demande à la commission de cette année-là de se prononcer sur un substitut au cuivre-nickel utilisé dans le cent. Les membres approuvent le bronze français (95 % de cuivre et 5 % d'étain ou de zinc) comme métal à utiliser dans le cent et proposent une pièce de deux cents. Pollock envoie les conclusions au secrétaire au Trésor Salmon P. Chase, qui les transmet (ainsi qu'un projet de loi) au sénateur du Maine William P. Fessenden, président de la commission des finances du Sénat. Le Coinage Act de 1864 est signé par le président Abraham Lincoln le 22 avril 1864.

### Années suivantes (1873–1949)

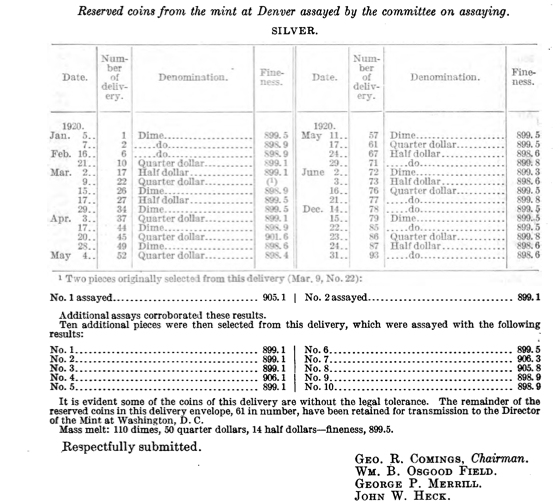
Il est évident que certaines des pièces de cette livraison sont sans tolérance légale. Extrait du rapport de la Commission d'analyse de 1921 détaillant les problèmes des quarters 1920-D, dont certains étaient frappés avec de l'argent trop fin.

La loi sur la monnaie de 1873 révise les lois relatives à la monnaie et à la Monnaie et retire plusieurs dénominations, dont la pièce de deux cents. Cette loi modifie également les officiers devant faire partie de la Commission d'analyse :

« Que, pour assurer la conformité des pièces d'or et d'argent à leurs normes respectives de finesse et de poids, le juge du tribunal de district des États-Unis pour le district oriental de la Pennsylvanie, le contrôleur de la monnaie, l'assesseur du bureau d'analyse de New York et toutes autres personnes que le président désignera, de temps en temps, les commissaires désignés se réunissent en tant que commissaires d'analyse, à la Monnaie de Philadelphie, pour examiner et tester, en présence du directeur de la Monnaie, la finesse et le poids des pièces réservées par les différentes Monnaies à cet effet, le deuxième mercredi de février de chaque année »

.
La loi exige également que la Monnaie mette de côté une pièce d'or sur mille frappées, et une pièce d'argent sur deux mille pour l'analyse. Elle prévoit la procédure à suivre pour mettre les pièces de côté, les sceller dans des enveloppes et les placer dans un pyx qui sera ouvert par les commissaires d'analyse.
La commission d'analyse de 1881 constate qu'environ 3 000 dollars en argent émis par la Monnaie de Carson City (1881-CC) ont été frappés en argent 0,892 plutôt qu'en argent 0,900, comme l'exige la loi. Il n'est pas clair si le Trésor prend des mesures pour tenter de récupérer les pièces émises. La commission de 1885 détecte un seul dollar en argent qui est à 1,51 grains (0,098 g) en dessous des spécifications, la tolérance autorisée étant de 1,50 grains. En 1921, la commission d'analyse constate que certaines pièces frappées à la Monnaie de Denver ont été frappées en argent 0,905 ou 0,906, soit plus que la tolérance autorisée de 0,900. L'enquête révèle que des lingots qui ont été rejetés et qui sont destinés à être fondus ont plutôt été utilisés pour des pièces de monnaie. Au début du XXe siècle, la Monnaie de San Francisco frappe des pièces en argent pour les Philippines, alors possession américaine ; ces pièces sont incluses dans l'analyse. Les pièces frappées par la Monnaie pour les collectionneurs ont été incluses dans l'analyse ; les pièces frappées sous contrat avec des gouvernements étrangers ne l'ont pas été.
Le pyx est une boîte en bois de rose, de 0,91 m de côté, de fabrication européenne, et scellée par de lourds cadenas. Elle n'est pas remplie par les pièces mises de côté pour la Commission d'essai de 1934, dont il y en a 759 d'une valeur nominale totale de 12 050 dollars,. En 1940, ce chiffre est passé à 79 847 pièces, toutes en argent car les pièces d'or ne sont plus frappées, et en 1941, de nombreuses pièces réservées ne peuvent pas être gardées dans le pyx, mais sont plutôt placées dans des boîtes d'emballage, débordant d'enveloppes scellées. À la fin des années 1940, plus de dix millions de pièces sont frappées chaque jour rien qu'à Philadelphie ; en 1947, le Congrès réduit le nombre de pièces d'argent à mettre de côté pour l'analyse de une sur 2 000 à une sur 10 000. Cette mesure est prise à la demande du ministère des Finances, qui estime que le nombre de pièces à tester est un fardeau pour la Monnaie et que le nombre de pièces dont dispose la Commission serait encore suffisant.

### Dernières années et abolition (1950–1980)

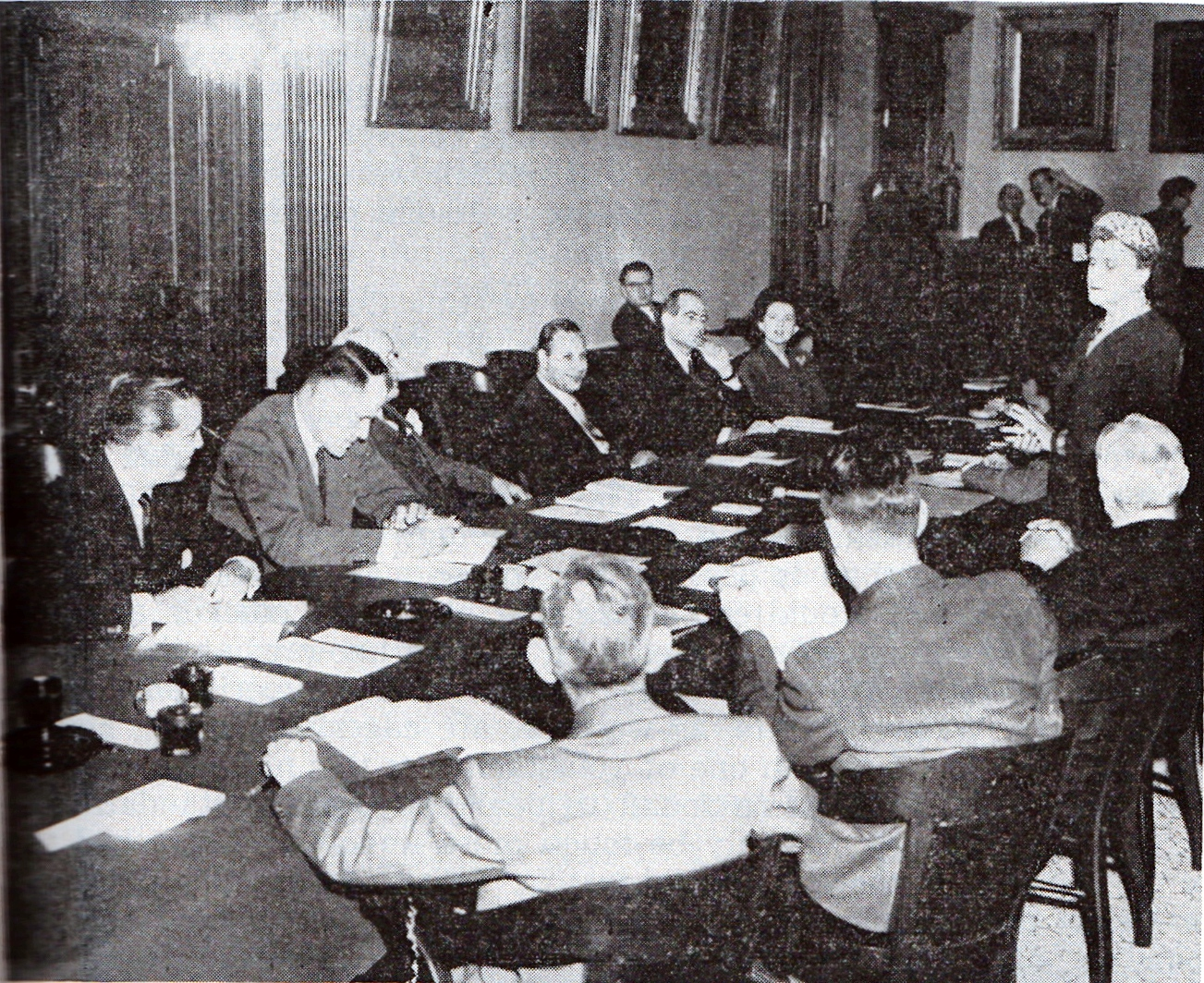
La directrice de la Monnaie Nellie Tayloe Ross s'adresse aux commissaires d'analyse de 1952.

Dans les années 1950, la concurrence entre les numismates pour être nommé commissaire aux analyses est considérable. Les personnes nommées ne reçoivent aucune compensation, mais la nomination est prestigieuse et s'accompagne d'une médaille d'analyse très prisée. La procédure est modifiée de sorte que le directeur de la Monnaie soumet les noms de plus de personnes que celles qui seraient effectivement nommées à la Maison Blanche, où les choix finaux sont faits. Il reste possible pour le directeur de demander une considération spéciale pour certaines personnes. Les nominations ultérieures sont également examinées par le Federal Bureau of Investigation (FBI) et par l'Internal Revenue Service (IRS). Le directeur de la Monnaie reçoit des nominations de législateurs, d'organisations politiques, de responsables gouvernementaux et de membres du public pour le poste de commissaire aux analyses.
En 1971, pour la première fois, la Commission d'analyse n'a pas de pièces d'argent à tester ; aucune n'a été frappée par la Monnaie pour être mise en circulation en 1970. Bien que des demi-dollars Kennedy en argent aient été frappés en 1970, ils ne sont destinés qu'aux collectionneurs et ne sont pas mis de côté pour être testés. Les commissaires peuvent tester 21 975 pièces de dix cents et 11 098 pièces de vingt-cinq cents, toutes en cuivre-nickel, bien que, comme le dit l'Associated Press, dans son rapport sur la Commission d'analyse de 1973, « la découverte d'une pièce de mauvaise qualité ne s'est pas produite depuis des années ». Seule une pièce sur 100 000, plaquée ou argentée est mise de côté pour la Commission, et seulement une pièce de 10 cents sur 200 000. Lors de la réunion de 1974, on découvre un dollar Eisenhower en cuivre-nickel qui pèse 15 grains (0,97 g) de moins que les spécifications ; après référence aux règles, la pièce est jugée à peine conforme aux directives. Le numismate Charles Logan, dans son article de 1979 sur la fin imminente de la commission d'analyse, déclare que cet incident met en évidence « le problème fondamental du processus annuel. Tout d'abord, les membres n'étaient pas exactement sûrs de la manière dont ils faisaient leur travail, ni des exigences à respecter. Deuxièmement, ils ne voulaient vraiment pas signaler un défaut dans la monnaie. Enfin, même si la pièce d'un dollar s'était avérée défectueuse, [cela aurait eu] peu de conséquences, si ce n'est d'inciter la Monnaie à une plus grande vigilance ».

Pièce allongée pour Leonard W. Stark, marchand de pièces de monnaie et commissaire aux analyses de 1963.

Au début de 1977, la directrice sortante de la Monnaie, Mary Brooks, envoie une liste de 117 candidats au nouveau président, Jimmy Carter, à partir de laquelle il est prévu de sélectionner deux ou trois douzaines de noms. Carter refuse de procéder à des nominations publiques, estimant que la Commission d'analyse est inutile étant donné que la Monnaie effectue le même travail par le biais de contrôles internes de routine et que les 2 500 dollars alloués chaque année constituent une mauvaise utilisation de l'argent des contribuables. Seuls des membres du gouvernement siègent à la Commission d'analyse de 1977 à 1980,. Malgré cela, des centaines de numismates posent leur candidature pour faire partie de la commission de 1978. Carter ne procède à aucune nomination cette année-là ; les seuls membres sont ceux désignés par la loi.
La réunion de 1979, à laquelle participent les membres de la commission employés par le gouvernement et la directrice de la Monnaie, Stella Hackel Sims, a lieu avec huit jours de retard le 22 févrieren raison de conflits d'horaires. En juin 1979, le projet de réorganisation présidentielle de Carter recommande la suppression de la commission d'analyse et de deux autres petites agences. Le rapport estime que la création d'une Commission d'analyse coûte environ 20 000 dollars au gouvernement fédéral et que le travail est mieux fait par les fabricants de distributeurs automatiques pour éviter que leurs machines ne se bloquent. En août, le chroniqueur Jack Anderson estime que la commission est un exemple de gaspillage à Washington, caractérisant ses activités comme suit : « Il y a plus de dix ans, le gouvernement a cessé de mettre de l'or ou de l'argent dans ses pièces de monnaie - mais la commission continue de tenir son déjeuner annuel. Solennellement, les commissaires mesurent les quantités de métaux non précieux dans les pièces de monnaie américaines et frappent une médaille pour commémorer leurs activités. Cet exercice inutile coûte aux contribuables environ 20 000 dollars par an ».
Le 14 mars 1980 Carter approuve une loi abolissant la Commission d'analyse, ainsi que deux autres agences, comme le recommande son projet de réorganisation. Le président écrit dans une déclaration de signature qu'avec la fin des pièces d'or et d'argent, la nécessité de la commission a diminué. Les dirigeants numismatiques s'opposent à la fin de la commission, considérant que les dépenses sont faibles et que la tradition mérite d'être maintenue, bien qu'ils conviennent que la commission « est devenue un anachronisme ». Au moment de son abolition, la Commission d'analyse est la plus ancienne commission gouvernementale existante. En 2000 et 2001, Steve Rothman (en), membre du Congrès du New Jersey, présente une loi pour relancer la Commission d'analyse, déclarant que le rétablissement de la commission garantirait la confiance du public dans les pièces d'or, d'argent et de platine frappées par la Monnaie. Les projets de loi sont morts en commission,.

## Principales fonctions et activités

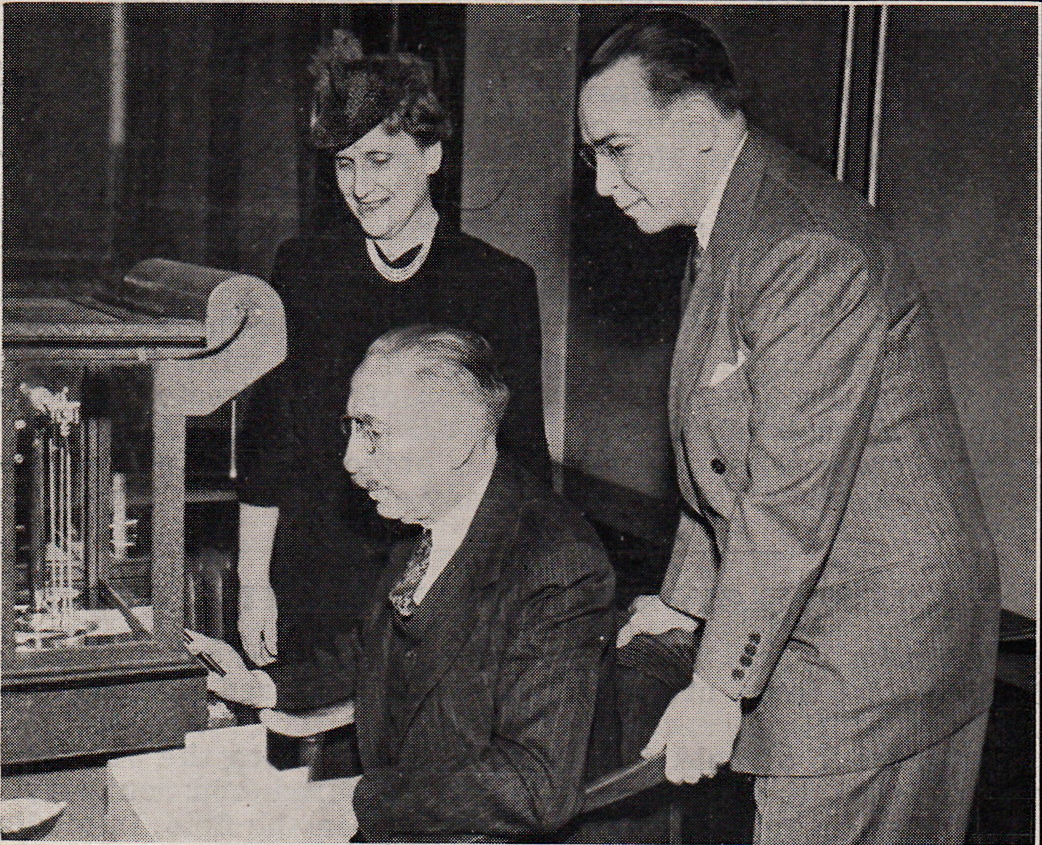
La directrice de la Monnaie Nellie Tayloe Ross (à gauche) regarde deux membres de la Commission d'analyse de 1942 peser une pièce de monnaie.

La fonction générale de la commission d'analyse est d'examiner les pièces d'or et d'argent de la Monnaie et de s'assurer qu'elles répondent aux spécifications appropriées. La plupart des années, les commissaires sont placés dans l'une des trois commissions suivantes : la commission de comptage, la commission de pesage et la commission d'analyse. Le comité de comptage vérifie que le nombre de chaque type de pièce dans les paquets sélectionnés dans le pyx correspond à ce que les registres de la Monnaie indiquent comme devant être là. Le comité de pesage contrôle le poids des pièces provenant du pyx, en les comparant au poids requis par la loi. Le comité d'analyse travaille avec l'analyste de la Monnaie de Philadelphie qui mesure la teneur en métaux précieux de certaines des pièces. Certaines années, un comité des résolutions est créé - en 1912, il demande qu'un dépliant soit publié pour les visiteurs de la collection de pièces de la Monnaie et qu'une médaille soit frappée pour commémorer la collection. La Commission au complet adopte le rapport de ce comité.
En 1828, le Congrès exige que les poids conservés par le directeur de la Monnaie soient testés chaque année en présence des commissaires d'analyse. En vertu d'une loi adoptée en 1911, la commission doit inspecter les poids et les balances utilisés pour les analyses à la Monnaie de Philadelphie, et faire rapport sur leur exactitude. Cela comprend le poids standard officiel du gouvernement qui a été apporté du Royaume-Uni,.
Selon une description de la réunion de 1948, les pièces d'argent sélectionnées pour le test sont d'abord placées entre des rouleaux d'acier jusqu'à ce que leur épaisseur soit réduite à 0,002 5 mm, puis sont coupées en fines pièces et dissoutes dans de l'acide nitrique. La finesse de l'argent de la pièce peut être déterminée par la quantité de solution saline nécessaire pour précipiter tout l'argent dans le liquide. Le numismate Francis Pessolano-Filos décrit le travail de la Commission :

« À l'aide de balances et de poids, la commission pèse plusieurs exemples de chaque type de pièce, puis utilise des compas pour les examiner afin de déterminer leur épaisseur et enfin, à l'aide de divers acides et solvants, détermine la quantité d'alliage utilisée dans la manufacture des flans.  Les registres et les journaux de la Monnaie sont également examinés.  Si les pièces examinées présentent des imperfections ou des écarts par rapport aux normes légales, les informations sont immédiatement transmises au président des États-Unis »

.
La commission fonctionne selon des règles d'abord adoptées par la commission de 1856, puis transmises, d'année en année, et modifiables par toute commission d'analyse, bien qu'en pratique peu de changements soient apportés. En vertu de ces règles, le directeur de la Monnaie convoque les commissaires, puis le juge fédéral, membre de droit, qui préside les réunions ; si le juge est absent, les membres élisent un président, qui répartit les membres en commissions. S'il y a un changement d'agent à la Monnaie, les commissaires examinent les pièces d'avant et d'après. Une fois le travail des commissions terminé, les membres se réunissent à nouveau pour faire part de leurs conclusions et voter leur rapport.
Chaque commission d'analyse examine les pièces de monnaie qui lui sont attribuées. Si des pièces s'écartant de la norme sont trouvées, cela est noté ; la Commission de 1885 signale la seule pièce d'argent de qualité inférieure, qui provenait de la Monnaie de Carson City, mais exhorte le président à ne pas prendre de mesures, notant que la pièce est trop légère pour être mesurée par les balances de Carson City.
Les restes des pièces utilisées dans l'analyse sont fondus par la Monnaie ; celles mises de côté pour la Commission qui n'ont pas été utilisées sont mises en circulation depuis Philadelphie, et ne sont ni marquées ni distinguées d'aucune façon. Il y a des milliers de pièces pour la commission, dont seules quelques-unes sont analysées. Les commissaires achètent souvent certaines des pièces restantes comme souvenirs, bien que les pièces commémoratives ne puissent pas être achetées si le Congrès donne le droit exclusif de les vendre à une organisation caritative.

## Commissaires

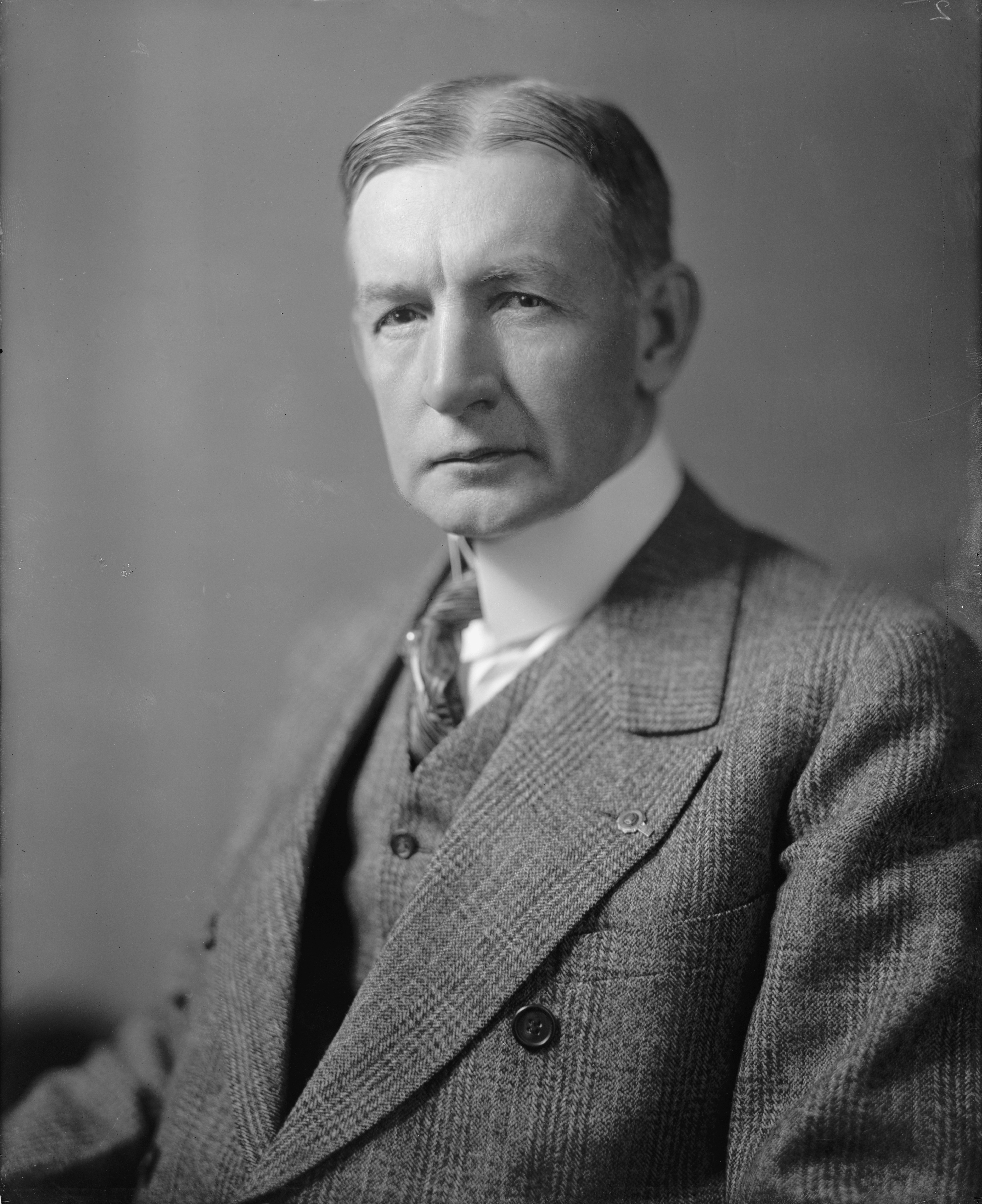
Charles Dawes a été commissaire aux analyses en 1899 et 1900 ; il est ensuite devenu vice-président.

On sait que des membres du public sont nommés par le président à la commission d'analyse dès 1841 ; les dernières nominations sont faites en 1976. Beaucoup des premiers commissaires sont choisis pour leurs réalisations scientifiques ou intellectuelles. De telles qualifications ne sont pas exigées des personnes nommées plus tard, qui comprennent  des personnalités aussi éminentes qu'Ellin Berlin, épouse du compositeur Irving Berlin. Les premières femmes à être nommées à la Commission d'analyse sont Mme Kellogg Fairbanks de Chicago et Mme B.B. Munford de Richmond, en Virginie, toutes deux en 1920.
Le recordman des services rendus en tant que commissaire est Herbert Gray Torrey, 36 fois commissaire d'essai entre 1874 et 1910 (manquant seulement en 1879) en vertu de sa fonction d'assesseur du Bureau d'analyse de New York. Le recordman des nominations présidentielles est le Dr James Lewis Howe, chef du département de chimie de l'université Washington et Lee, 18 fois commissaire aux essais, en poste en 1907 puis chaque année de 1910 à 1926. Chaque année, un employé du National Bureau of Standards est inclus dans les nominations présidentielles ; il apporte avec lui les poids utilisés dans l'essai, qui sont vérifiés à l'avance par l'agence. Bien qu'aucun futur président n'ait été commissaire à l'analyse, le contrôleur de la monnaie Charles G. Dawes est commissaire en 1899 et 1900 ; il a été vice-président des États-Unis de 1925 à 1929,.
Parmi les personnes nommées, on compte le collectionneur de pièces de monnaie et membre du Congrès William A. Ashbrook, 14 fois commissaire entre 1908 et 1934. La présence d'Ashbrook au sein de la commission de 1934 conduit à spéculer sur le fait qu'il aurait pu utiliser son poste de commissaire (il a quitté le Congrès en 1921) pour obtenir un ou plusieurs doubles eagles de Saint-Gaudens de 1933, qui ont presque tous été fondus en raison de la fin de la circulation des pièces d'or. Les commissaires sont traditionnellement autorisés à acheter des pièces du pyx qui n'ont pas été testées, et l'historien numismatique Roger Burdette spécule qu'Ashbrook, généralement bien traité par le département du Trésor en raison de sa position unique au Congrès, aurait pu échanger d'autres pièces d'or contre les pièces de 1933.

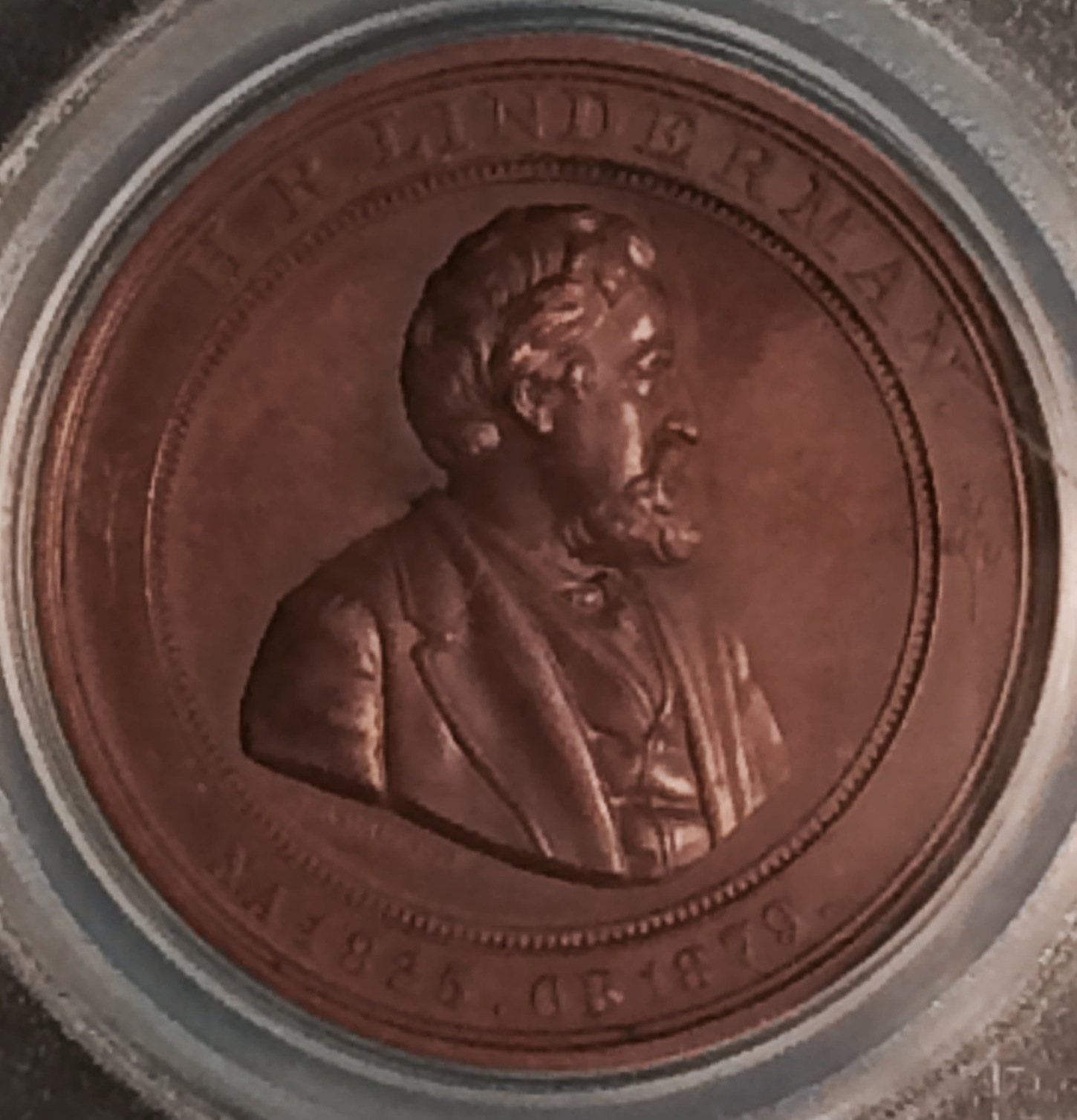
Médaille de 1879 représentant le défunt directeur de la Monnaie Henry Linderman. Avers dessiné par William Barber.

Les trois spécimens connus du quarter 1873-CC, sans flèches à la date, et la seule pièce de monnaie connue de cette description, ont peut-être été récupérés dans des pièces d'analyse, car le reste de ces pièces a été fondu en raison de leur poids insuffisant. Un mystère similaire concerne la pièce de dix cents Barber (en) de 1894 frappée à San Francisco (1894-S), dont le nombre frappé est de 24, bien qu'il ne soit pas certain que ce total comprenne celle envoyée à Philadelphie pour attendre la commission d'analyse de 1895. Le fait que l'un des commissaires d'essai de 1895 est Robert Barnett, greffier en chef de la Monnaie de San Francisco, conduit les écrivains numismatiques Nancy Oliver et Richard Kelly à spéculer sur le fait qu'il a pu être nommé commissaire afin de récupérer la pièce de dix cents. Le rapport de 1895 de la commission d'analyse confirme que la présence de la-dite pièce. Elle n'est pas mentionnée comme ayant été pesée ou analysée ; Oliver et Kelly, dans un article de mai 2011 dans The Numismatist, suggèrent que Barnett a utilisé ce privilège des commissaires aux analyses pour obtenir la rareté. Il n'est cependant pas connu pour avoir écrit ou parlé de cette affaire avant son assassinat en 1904.

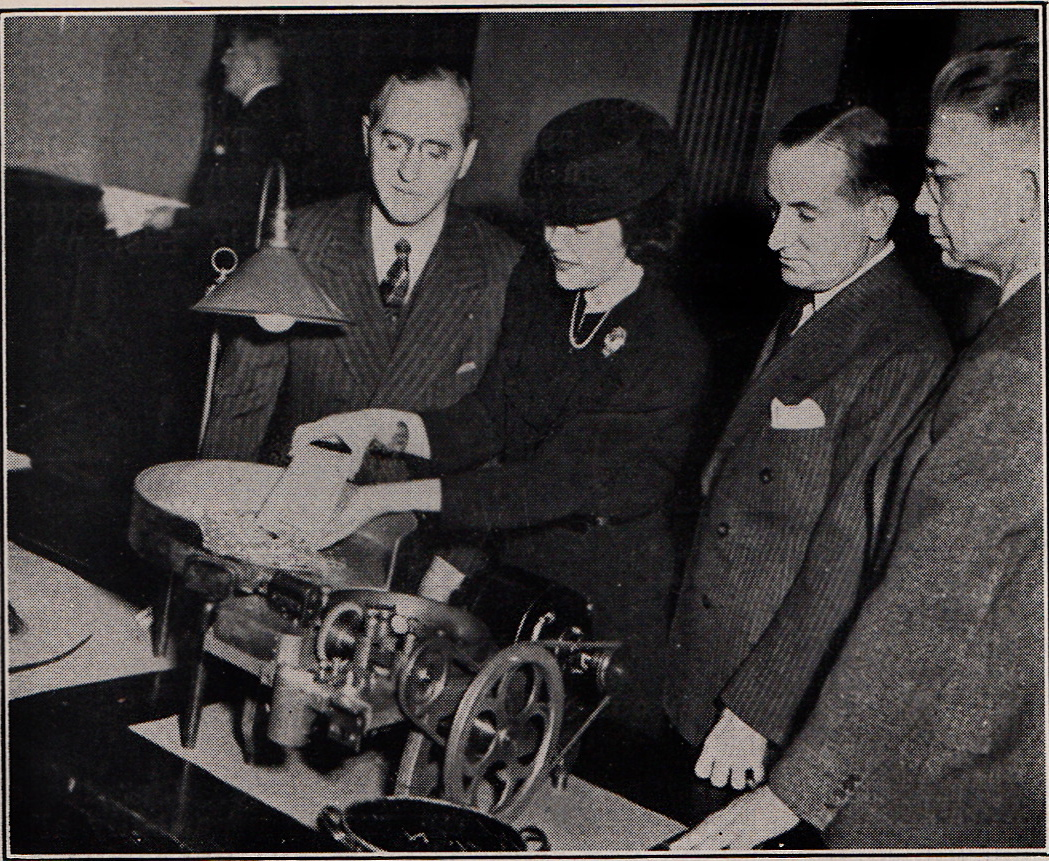
Les membres de la commission de 1942 s'assurent que le nombre de pièces est correct.

En 1964, d'anciens commissaires d'analyses forment l'Old Time Assay Commissioners Society (OTACS). Lorsque le président Carter cesse de nommer des membres du public à la commission en 1977, l'OTACS organise une collecte de fonds dans une tentative infructueuse d'inciter le gouvernement à poursuivre cette tradition. La société se réunit chaque année jusqu'en 2012, généralement sur le site de la convention annuelle de l'American Numismatic Association (ANA),. Le nombre de membres survivants de l'OTACS étant inférieur à trois douzaines, la société ne prévoit pas d'autres réunions ; sa session de 2012, en conjonction avec la convention de l'ANA à Philadelphie, comprend un événement à la Monnaie.

## Médailles

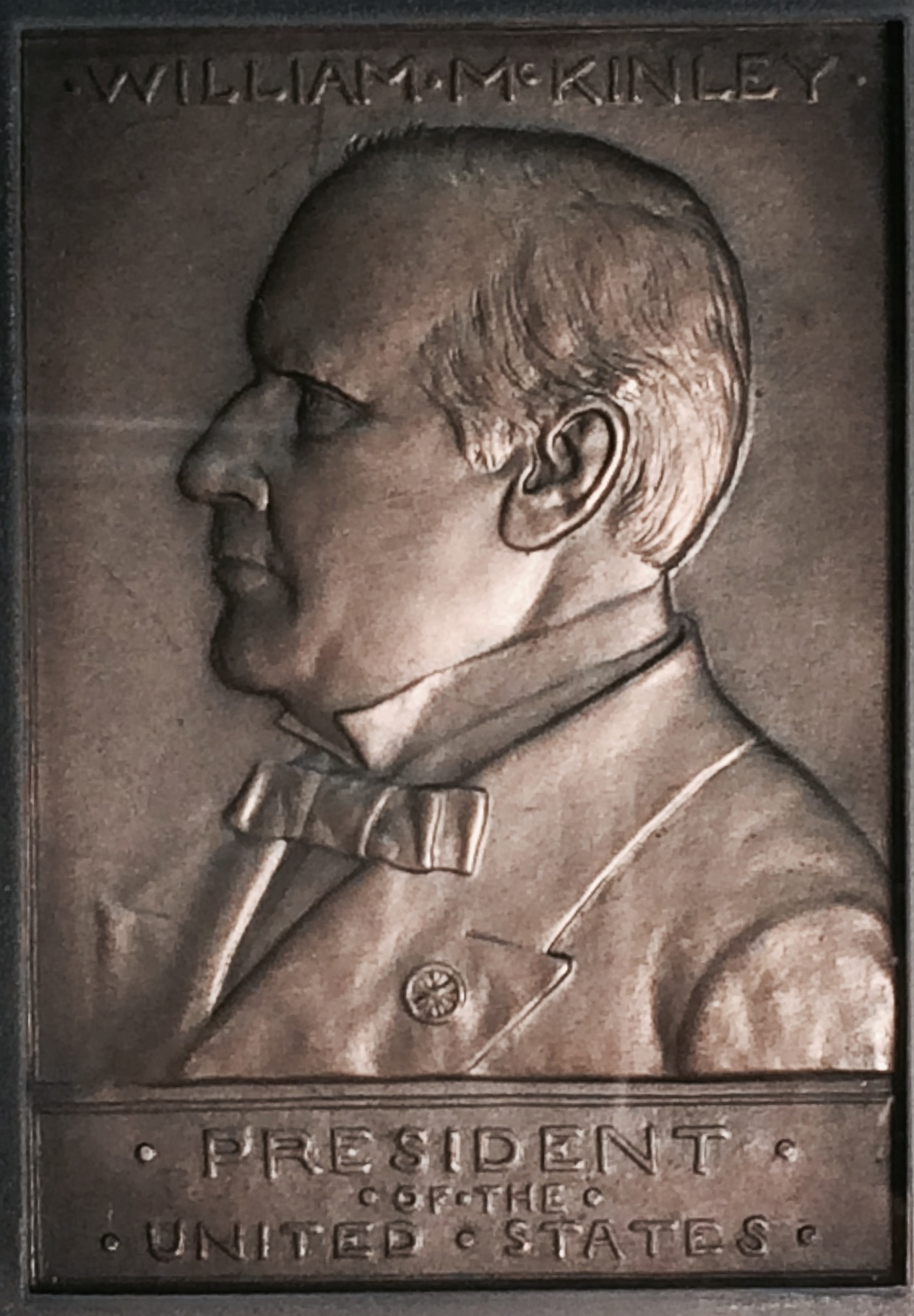
Médaille de 1901 représentant le président William McKinley. Dessin de l'avers par Charles E. Barber.

Les médailles de la Commission d'analyse sont frappées dans divers métaux, dont le cuivre, l'argent, le bronze et l'étain. Les premières sont frappées en 1860 sous la direction du directeur de la Monnaie James Ross Snowden. Le but initial de la frappe des médailles n'est pas principalement de fournir des souvenirs aux commissaires, mais de faire la publicité des capacités de frappe de la Monnaie. Cette coutume naissante s'éteint lorsque Snowden quitte ses fonctions en 1861.
Les numismates R.W. Julian et Ernest E. Keusch, dans leur travail sur les médailles de la Commission d'analyse, théorisent que la reprise de la frappe des médailles en 1867 est faite à la demande du graveur de la Monnaie James B. Longacre au nouveau directeur de la Monnaie William Millward. Les médailles à remettre aux commissaires sont frappées chaque année par la suite jusqu'à ce que des membres du public cessent d'être nommés à la Commission en 1977.
Les premières médailles portent à l'avers un buste de la Liberté ou une figure de Columbia, et au revers une couronne entourant les mots « Annual Assay » et l'année. L'avers de 1870, par le successeur de Longacre, William Barber, présente Moneta entourée d'instruments d'analyse, tels que la balance et le pyx. Les motifs distinctifs de chaque année sont parfois d'actualité : la médaille de 1876 porte un motif pour le centenaire de l'indépendance américaine, et celle de 1879 représente le directeur de la Monnaie, Henry Linderman, récemment décédé. À partir de 1880, elles mettent le plus souvent en scène le président ou le secrétaire au Trésor. En 1901 et de 1903 à 1909, les médailles sont rectangulaires, un style populaire à l'époque. Le revers de 1920, réalisé par le graveur George T. Morgan, a un dessin qui symbolise la fin de la Première Guerre mondiale ; en 1921, une médaille supplémentaire est frappée en or, donnée par les commissaires au président sortant Woodrow Wilson en signe de respect.

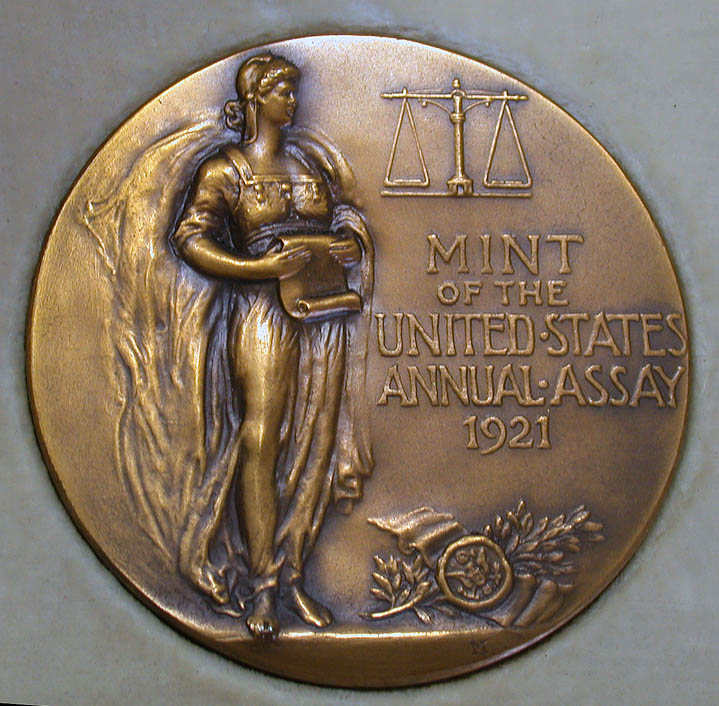
Revers de la médaille de 1921 par le graveur de la Monnaie George T. Morgan. Une a été frappée en or et offerte au président Woodrow Wilson.

L'émission de 1936 est une mule (en) de médailles de la Monnaie représentant le président de l'époque, Franklin Roosevelt, et le premier président, George Washington. Avec les mots Annual Assay 1936 » sur le bord, la médaille est préparée de cette manière sur ordre de la directrice de la Monnaie, Nellie Tayloe Ross, après que les responsables de la Monnaie se soient rendu compte qu'ils avaient oublié de préparer un dessin spécial. La médaille de 1950 illustre une réunion de trois fonctionnaires de 1792 (le secrétaire au Trésor Alexander Hamilton, le secrétaire d'État Thomas Jefferson et le juge en chef John Jay). Bien qu'ils soient désignés par le Coinage Act de 1792, aucune analyse n'a lieu avant 1797, date à laquelle tous trois ont quitté ces postes. En 1954, il n'y a pas de médaille spécialement conçue à cet effet ; à la place, les commissaires, qui se sont réunis à Philadelphie le 12 février 1954, jour de l'anniversaire de Lincoln, choisissent de recevoir la médaille présidentielle standard de la Monnaie représentant Abraham Lincoln, avec le nom du commissaire sur le bord. Les dernières médailles, 1976 et 1977, sont ovales et en étain. La médaille de 1977, représentant Martha Washington, n'a pas été distribuée, car aucun commissaire public n'est nommé pour les analyses. Elles sont offertes à divers responsables de la Monnaie et du Trésor, et lorsque le public s'y oppose, d'autres sont frappées et mises en vente au prix de 20 dollars dans les Monnaies et autres points de vente du Trésor en 1978. 1 500 médailles sont frappées, et elles ne sont pas disponibles par courrier au départ. Elles sont encore en vente, en personne et par correspondance en 1980.
Les médailles de la Commission d'analyse sont extrêmement rares. À l'exception celle de 1977, aucune ne semble avoir été frappée en quantité supérieure à 200, et la plupart des années, moins de 50 sont émises. On sait que, si des exemplaires supplémentaires de plusieurs émissions du XIXe siècle sont frappés illicitement ; la Monnaie met fin à ces pratiques au début du XXe siècle. L'avers de l'édition de 1909, représentant le secrétaire au Trésor George Cortelyou, est réutilisé lors de l'entrée de Cortelyou dans la série de médailles de la Monnaie honorant les secrétaires au Trésor. Les dernières sont frappées avec un revers vierge, mais au début des années 1960, le revers de l'édition de la Commission d'analyse est refrappé avec l'avers de Cortelyou, et un nombre inconnu est vendu au public. On dit que la qualité des rééditions est moins bonne celle des originaux.